# Toni Jo Henry
Toni Jo Henry (* 3. Januar 1916 bei Shreveport als Anna Beatrice McQuiston; † 28. November 1942 in Lake Charles) war eine US-amerikanische Mörderin und die einzige Frau, die im Bundesstaat Louisiana auf dem elektrischen Stuhl hingerichtet wurde.

## Leben
Anna Beatrice McQuiston, die in schwierigen sozialen Verhältnissen aufwuchs, war im Alter von 16 Jahren drogenabhängig und prostituierte sich. Später arbeitete sie als Prostituierte in einem Bordell in Shreveport unter dem Spitznamen „Toni Jo“. Hier lernte sie 1939 den 26-jährigen Claude Henry kennen, der unter dem Namen „Cowboy Henry“ als Preisboxer arbeitete. Am 25. November 1939 heirateten die beiden. Im Januar 1940 wurde Claude Henry von einem Gericht in Texas zu 50 Jahren Freiheitsstrafe wegen Totschlags verurteilt und im Gefängnis in Huntsville (Texas) inhaftiert. Vor der Eheschließung war er an einer Schießerei beteiligt, ein Projektil aus seiner Waffe hatte einen Mann getötet. Er selbst hatte auf Notwehr plädiert.
Zusammen mit dem vorbestraften 23-jährigen Harold Burks plante Toni Jo Henry, ein Auto zu stehlen, eine Bank zu überfallen und anschließend ihren Ehemann aus dem Gefängnis zu befreien. Am 14. Februar 1940 wurde das harmlos wirkende Paar von dem 41-jährigen Joseph P. Calloway per Anhalter mitgenommen. In der Nähe von Lake Charles raubten Henry und Burks unter Androhung von Waffengewalt Calloways Kleidung, Geld und das Auto. Toni Jo Henry befahl Calloway, sich niederzuknien und tötete ihn aus unmittelbarer Nähe mit einem gezielten Revolverschuss ins Gesicht. Harold Burks, der zwar einen Raubüberfall, aber keinen Mord geplant hatte, setzte sich daraufhin ab. Toni Jo Henry ging zu ihrer Tante und legte dort vor der Polizei ein vollumfängliches Geständnis ab.
Am 29. März 1940 wurde sie von einem Gericht in Lake Charles zum Tod durch Hängen verurteilt. Nach einer Revision wurde das Urteil in einem zweiten Hauptverfahren im Februar 1941 bestätigt. Ein erneuter Revisionsantrag wurde im Januar 1942 abgewiesen. Unterdessen war im Staat Louisiana die Hinrichtungsmethode von Hängen zu Elektrokution geändert worden. Da die Todesurteile gegen Toni Jo Henry auf Hängen gelautet hatten, legten ihre Rechtsanwälte Beschwerde gegen die Rechtmäßigkeit einer Vollstreckung durch den elektrischen Stuhl ein. Diese Beschwerde wurde vom Obersten Gerichtshof des Staates abgelehnt. Auch Harold Burks wurde in einem eigenen Prozess zum Tod verurteilt.
Im Gefängnis ließ sich Toni Jo Henry von Gefängnispfarrer Wayne Richard (* 1913; † 2005) taufen und wurde zu einer praktizierenden Katholikin. Am 23. November 1942 unternahm Claude Henry in Texas einen gescheiterten Ausbruchsversuch mit dem Ziel, seine Frau zu befreien. Einen Tag vor der Hinrichtung, am 27. November, durfte Toni Jo Henry mit ihrem Ehemann telefonieren. Dabei forderte sie ihn auf, im Falle einer vorzeitigen Freilassung ein anständiges Leben zu führen. Am 28. November 1942 wurde Toni Jo Henry kurz nach Mittag im Gefängnis von Lake Charles hingerichtet. Es handelte sich nach der Abschaffung des Galgens in Louisiana um die sechste Hinrichtung mit dem elektrischen Stuhl, der vom Gefängnis Angola nach Lake Charles gebracht worden war. Mit demselben elektrischen Stuhl wurde am 23. März 1943 auch Harold Burks hingerichtet.
Claude „Cowboy“ Henry wurde nach fünfjähriger Haft Anfang 1945 auf Bewährung aus dem Gefängnis entlassen. Bereits wenige Monate später, am 15. Juli 1945, fand er den Tod bei einer Schießerei.

## Medienrezeption
Die Tatsache, dass eine zierliche junge Frau Täterin eines brutalen Raubmords war, führte zu einem gesteigerten Medieninteresse von der Verhaftung bis zur Hinrichtung. Ein wenige Stunden vor der Hinrichtung aufgenommenes Pressefoto, auf dem Toni Jo Henry lächelnd und mit einem weißen Kleid in der Todeszelle zu sehen ist, fand weite Verbreitung in den Zeitungen. Dasselbe gilt für ein Foto, auf dem sie mit einem Kopftuch (vor der Elektrokution werden die Haare der hinzurichtenden Person abrasiert) auf dem Weg zum elektrischen Stuhl zu sehen ist.
Nachdem der Fall über Jahrzehnte weitgehend in Vergessenheit geraten war, setzte nach dem Jahr 2000 eine erneute Rezeption in den Medien ein. Lawrence King (2001) und Norman German (2008) veröffentlichten jeweils einen historischen Roman über den Fall. Der Münchner Musiker und Produzent Lennart produzierte 2008 ein Album mit 18 Titeln über Leben und Tod Toni Jo Henrys. Schirmherr dieses Projektes ist Amnesty International. Ebenfalls 2008 drehte Regisseur Tom Anton unter dem Titel The Pardon einen Spielfilm über den Fall mit Jaime King als Toni Jo Henry sowie T. J. Thyne (als Pfarrer Wayne Richard), Jason Lewis (als Cowboy Henry), John Hawkes (als Harold Burks) und M. C. Gainey. Der Film wurde am 23. Juli 2010 auf dem Stony Brook Film Festival an der Stony Brook University uraufgeführt. Der Film erschien 2013 in Deutschland unter dem Titel "Unforgiven - Das Todesurteil der Toni Jo Henry" auf DVD.

### Romane
- Lawrence King: Stone Justice.Casting the Last Stone. 1st Books, Bloomington 2001, ISBN 0-75965-011-X.
- Norman German: A Savage Wisdom. Thunder Rain Publishing, Thibodaux 2008, ISBN 0-96545-696-X.

### Musikalbum
Lennart: Toni Jo Henry. Lennart Music, München 2008.

### Film
- The Pardon. USA 2013, Regie: Tom Anton.